# Ludwig Carl van Ottweiler
Ludwig Carl Reichsgraf von Ottweiler (Saarbrücken, 30 mei 1776 – Urserental (Zwitserland), 16 augustus 1799) was een buitenechtelijke, later gelegitimeerde zoon van vorst Lodewijk van Nassau-Saarbrücken. Hij sneuvelde in Zwitserland tegen de Fransen.

## Biografie
Ludwig Carl werd als Ludwig Carl von Ludwigsberg geboren te Saarbrücken op 30 mei 1776 en de volgende dag gedoopt in Slot Saarbrücken. Hij was de tweede buitenechtelijke zoon van vorst Lodewijk van Nassau-Saarbrücken uit diens relatie met zijn toenmalige maîtresse en titre, en latere tweede echtgenote, Katharina Kest (bijgenaamd das Gänsegretel von Fechingen), dochter van de horige landbouwer Johann Georg Kest (1702–1762) en zijn derde vrouw Anna Barbara Wohlfahrt (1717–1795). Ludwig Carl groeide op bij zijn ouders, broers en zusters in Slot Saarbrücken.
Ludwig Carl en zijn broers en zusters werden op 20 november 1781 door keizer Jozef II gelegitimeerd. Ze werden op 24 november 1781 te Wenen verheven tot rijksbaron(es) van Ottweiler en op 27 juli 1784 te Wenen tot rijksgraaf(gravin) van Ottweiler.
Op 28 februari 1787, zeven jaar na de dood van Lodewijks vrouw Wilhelmina van Schwarzburg-Rudolstadt, huwden Lodewijk en Katharina. Lodewijk liet haar op 8 maart 1787 als heersende vorstin van Nassau-Saarbrücken uitroepen. Hoewel Lodewijk het huwelijk niet als morganatisch bedoelde, werd het door overige vorsten van Nassau alleen als morganatisch erkend. Ze erkenden de kinderen uit het huwelijk niet als erfgenamen van het vorstendom Nassau-Saarbrücken.
Op 31 oktober 1791 vielen Franse revolutionaire troepen onder generaal Ligneville Saarbrücken binnen. Op 13 mei 1793 vluchtten Lodewijk, die in slechte gezondheid was, Katharina en hun kinderen via Mannheim naar Aschaffenburg in Keur-Mainz, waar ze in ballingschap gingen. Daar overleed Lodewijk in 1794. Ludwig Carl trad in militaire dienst.
In de rang van kapitein sneuvelde hij op 16 augustus 1799 in het Urserental in Zwitserland tegen de Fransen door een schot in de rechterborst. Ludwig Carl was ongehuwd en had geen kinderen.

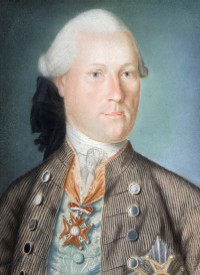
Lodewijk van Nassau-Saarbrücken
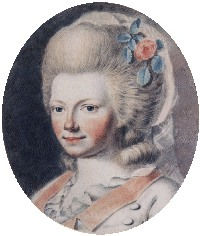
Katharina Kest
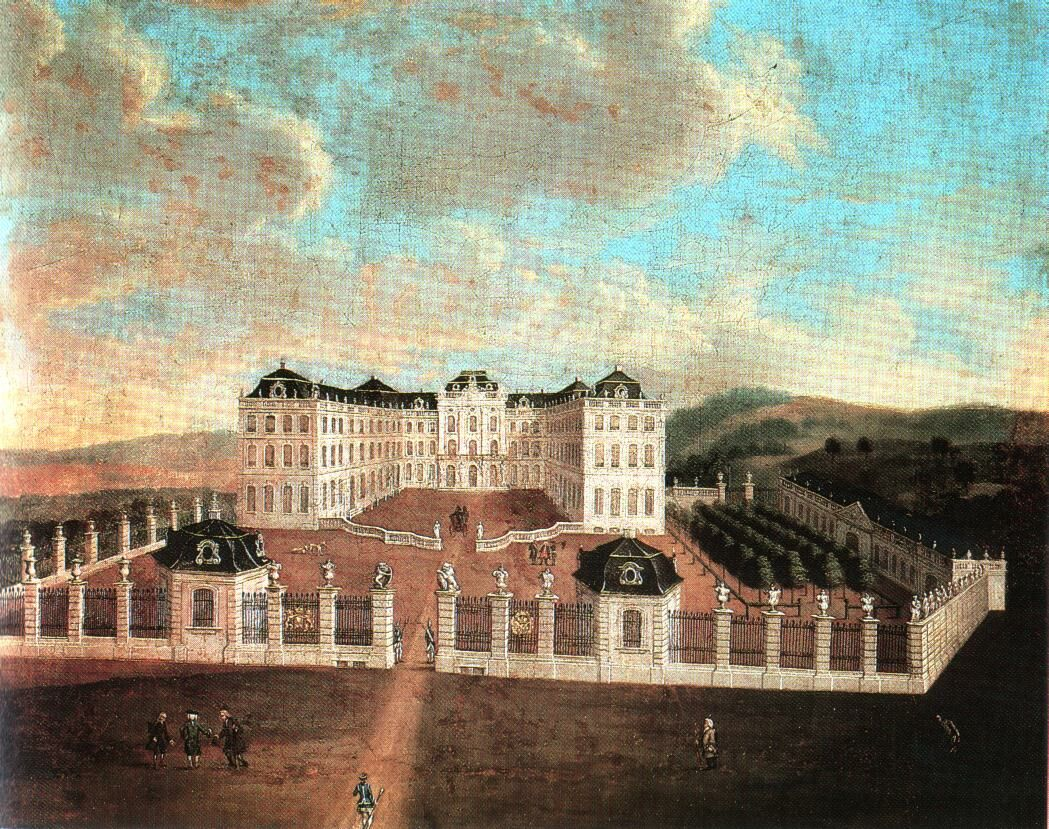
Slot Saarbrücken
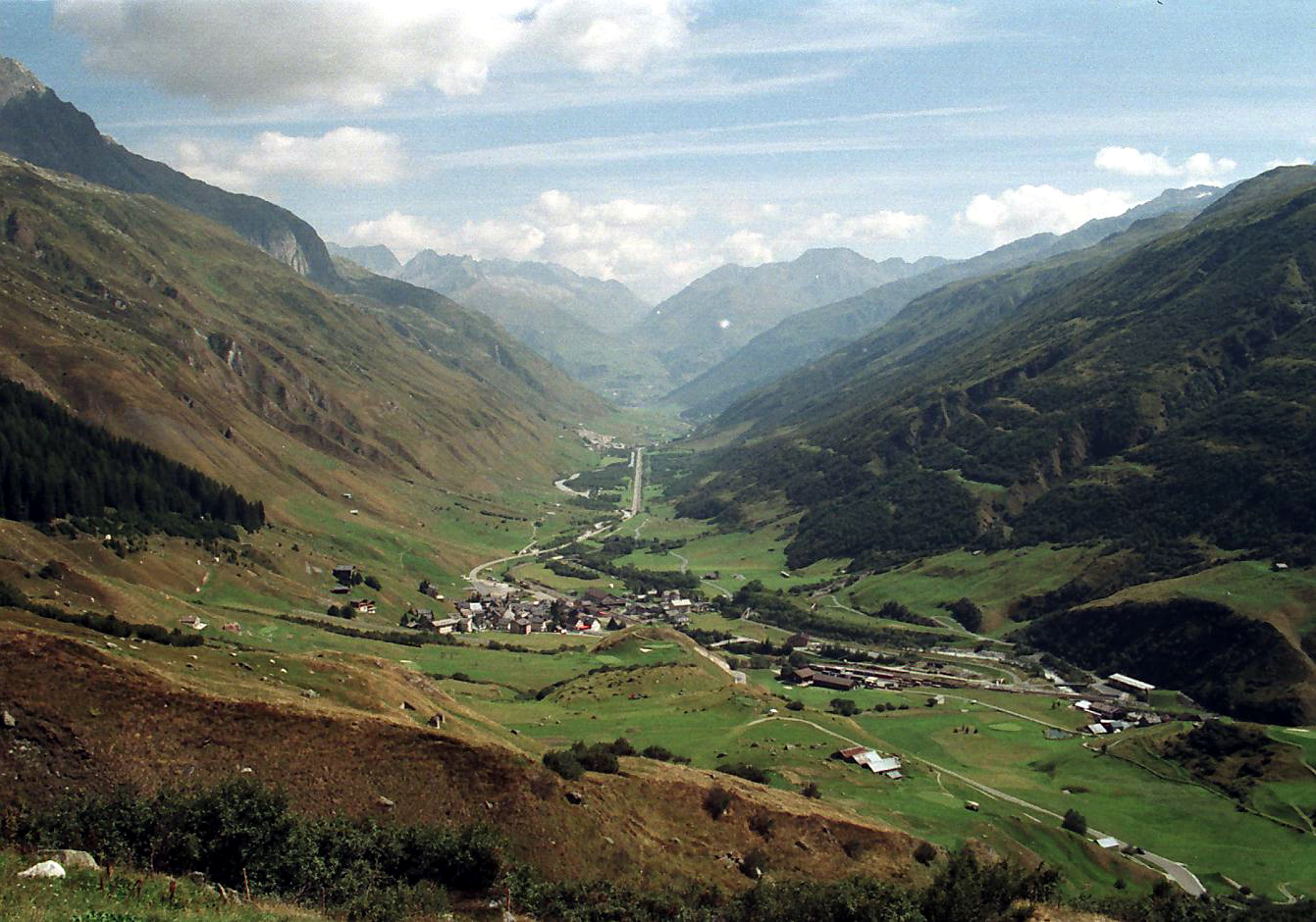
Het Urserental